# ستيفن سايلور
ستيفن سايلور (بالإنجليزية: Steven Saylor)‏‏ (23 مارس 1956 في بورت لافاكا - ) كاتب، وروائي من الولايات المتحدة.

## الجوائز
- جائزة لامدا الأدبية